# Čajetina
Čajetina (izvirno srbsko Чајетина) je naselje v Srbiji, ki je središče istoimenske občine; slednja pa je del Zlatiborskega upravnega okraja.

## Demografija
V naselju, katerega izvirno (srbsko-cirilično) ime je Чајетина, živi 2352 polnoletnih prebivalcev, pri čemer je njihova povprečna starost 33,8 let (33,9 pri moških in 33,6 pri ženskah). Naselje ima 939 gospodinjstev, pri čemer je povprečno število članov na gospodinjstvo 3,37.
To naselje je, glede na rezultate popisa iz leta 2002, večinoma srbsko, a v času zadnjih 3 popisov je opazen porast števila prebivalcev.
|  |

| Demografija | Demografija     | Demografija     |
| Leto        | Št. prebivalcev | Št. prebivalcev |
| ----------- | --------------- | --------------- |
|             |                 |                 |
|             |                 |                 |
|             |                 |                 |
|             |                 |                 |
| 1948        | 654             |                 |
| 1953        | 763             |                 |
| 1961        | 752             |                 |
| 1971        | 1199            |                 |
| 1981        | 1778            |                 |
| 1991        | 2588            | 2585            |
| 2002        | 3184            | 3162            |
|             |                 |                 |

| Etnična sestava po popisu iz leta 2002 | Etnična sestava po popisu iz leta 2002 | Etnična sestava po popisu iz leta 2002 | Etnična sestava po popisu iz leta 2002 | Etnična sestava po popisu iz leta 2002 |
| -------------------------------------- | -------------------------------------- | -------------------------------------- | -------------------------------------- | -------------------------------------- |
| Srbi                                   | Srbi                                   |                                        | 3.102                                  | 98,10%                                 |
| Črnogorci                              | Črnogorci                              |                                        | 26                                     | 0,82%                                  |
| Jugoslovani                            | Jugoslovani                            |                                        | 15                                     | 0,47%                                  |
| Madžari                                | Madžari                                |                                        | 2                                      | 0,06%                                  |
| Hrvati                                 | Hrvati                                 |                                        | 1                                      | 0,03%                                  |
| Neznano                                | Neznano                                |                                        | 12                                     | 0,37%                                  |